# Emil Vierlinger
Emil Vierlinger (* 11. Oktober 1909 in Hilpoltstein; † 12. Juli 1984 in Stockdorf) war ein bayerischer Volkssänger, Schauspieler, Moderator und Autor, der jüngere Bruder von Willy Vierlinger.

## Karriere
Nach dem Zweiten Weltkrieg wurde er als Hörfunk-Moderator beim Bayerischen Rundfunk populär.
Er moderierte sogenannte Bunte Abende, Sendungen wie das Samstagsbrettl und organisierte seit den 1950er Jahren die Übertragung des Derbleckens auf dem Münchner Nockherberg. Als Nachfolger des Roider Jackl war Emil Vierlinger bis 1979 auch der Salvatorredner.
Er verfasste zudem einige kulturgeschichtliche und humoristische Bücher.
Sein Nachlass befindet sich in der Münchner Monacensia.

## Werke (Auszug)
- Emil Vierlinger: München, Stadt der Puppenspiele. Neuer Filser-Verlag (München, 1943)
- Emil Vierlinger: Politiker aufs Korn genommen. Verlag Schulz (Percha am Starnberger See/Kempfenhausen am Starnberger See, 1979)

## Auszeichnungen
- 1974: Bayerischer Poetentaler
- 1977: Bärenträger der Narhalla Freising[2]
- 1980: Ludwig-Thoma-Medaille der Stadt München